# Marabá Paulista (kommun)
Marabá Paulista är en kommun i Brasilien.   Den ligger i delstaten São Paulo, i den södra delen av landet, 800 km sydväst om huvudstaden Brasília. Antalet invånare är 4 812.
Följande samhällen finns i Marabá Paulista:
- Marabá Paulista

Trakten runt Marabá Paulista består i huvudsak av gräsmarker. Runt Marabá Paulista är det mycket glesbefolkat, med 4 invånare per kvadratkilometer.